# Sphaeroma rotundicaudum
Sphaeroma rotundicaudum là một loài chân đều trong họ Sphaeromatidae. Loài này được Nunomura miêu tả khoa học năm 2008.